# 塔別脫數
在數論中，塔別脫數、塔別脫·本·科拉數，也稱為321數，是可以寫成{\displaystyle 3\cdot 2^{n}-1}的整數，其中的n是零或正整數。
前幾個塔別脫數是：
2, 5, 11, 23, 47, 95, 191, 383, 767, 1535, 3071, 6143, 12287, 24575, 49151, 98303, 196607, 393215, 786431, 1572863, 3145727 ... （OEIS數列A055010）
一般認為九世紀的阿拉伯数学家塔別脫·本·科拉是第一個研究此數列的人，他也研究此數列和相亲数的關係。

## 性質
塔別脫數3·2n−1 的二進制表示法長度會是n+2位，其中一開始會是（二進制下的） 10，接下來是n位數的1。
頭幾個塔別脫數的質數（塔別脫質數或321質數）是：
2, 5, 11, 23, 47, 191, 383, 6143, 786431, 51539607551, 824633720831, ... （OEIS數列A007505）

## 和相亲数的關係
若針對 n, n-1 的塔別脫數，以及{\displaystyle 9\cdot 2^{2n-1}-1}都是質數，則可以用下方式找到一對相亲数：
{\displaystyle 2^{n}(3\cdot 2^{n-1}-1)(3\cdot 2^{n}-1)}, {\displaystyle 2^{n}(9\cdot 2^{2n-1}-1).}
例如，n = 2時的塔別脫數11是質數，n−1 = 1的塔別脫數5也是質數，而第三項71也是質數。因此將22=4和5, 11相乘，得到220，其正因數和是284。4乘71是284，其其正因數和是220。
目前已知滿足上述條件的 n 有2, 4, 7，對應的塔別脫質數，對應 n 的是 11, 47, 383，對應 n-1 的是5, 23, 191，第三項是71, 1151, 73727。其相亲数對是(220, 284), (17296, 18416), (9363584, 9437056)。